# 24 (مسلسل)
24 هو مسلسل أكشن درامي جريمه وغموض تلفازي أمريكي فائز بجائزة الغولدن غلوب مرتين والإيمي ستة مرات، أنتجته شبكة فوكس وهو من بطولة كيفر سثرلند.
سمي المسلسل بهذا الاسم بسبب وقوع الأحداث في أوقات حقيقية، حيث كل موسم يتكون من 24 حلقة تمثّل كل حلقة أحداث ساعة من اليوم ويبتديء اليوم في الحلقة الأولى في الساعة السادسة صباحا وينتهي في الساعة السابعة صباحا، وتمثل آخر حلقة في الموسم نهاية اليوم من الساعة الخامسة صباحا إلى السادسة صباحا. المسلسل متكون من ثماني مواسم، الحلقة الأخيرة من المسلسل عرضت في 24 مايو، 2010. أعلنت فوكس في مايو، 2013 بأن 24 سيعود كمسلسل محدود يتكون من 12 حلقة وسيعرض في مايو، 2014.
عرض المسلسل أول مرة عام 2001، ثم في الشرق الأوسط من خلال مركز تلفاز الشرق الأوسط على قناة إم بي سي 4 أولا ثم على إم بي سي أكشن، كما قامت قناة سبيس باور بعرضه مترجما بالعربية وتحكي قصة العميل «جاك باور» وسعيه المتواصل لإيقاف الهجمات الإرهابية بشتى أشكالها على الولايات المتحدة الأمريكية.

## خصائص الحلقة
تبدأ الحلقة بعرض عدة مشاهد للحلقة السابقة وفي أثناء ذلك نشاهد أيضا أسماء لبعض شخصيات المسلسل ثم نشاهد هذه العبارة (الأحداث التالية تحصل بين الساعة الفلانية والساعة الفلانية) - ونسمعها بصوت جاك باور- على حسب الحلقة، ولا يوجد عنوان للحلقات. وبين فترة وأخرى أثناء عرض الحلقة يظهر لنا شريط بالأسفل ليخبرنا كم هي الساعة بالضبط، مما يجعل المشاهد يعرف تماماً متى تنتهي الحلقة، وعادة تنتهي عند مشهد قوي يحفز المشاهد ويجعله يترقب بلهفة الحلقة القادمة.

## الشخصيات
- جاك باور*:(كيفر سذرلاند)(مواسم 1, 2 ,3 ,4 ,5 ,6 ,8,7) البطل الرئيسي للمسلسل، وسيمر في عدد من المواقف الخطيرة رجل حاد الطباع قاسي الملامح خاصة في الاستجواب لكنة طيب القلب.
- توني ألميدا:(كارلوس بيرنارد)(مواسم 1, 2, 3, 4, 5, 7) صديق جاك باور، في الموسم الثالث يكون مدير وحدة مكافحة الإرهاب في لوس أنجلس، ويسجن بتهمة خيانة وطنة لكن يطلق سراحه بفضل شهادة جاك باور وديفيد بالمر. ويعتقد المشاهدين بأن توني قد لقي حتفة في الموسم الخامس لكنة يعود في الموسم السابع.
- ديفيد بالمر:(دنيس هايسبيرت)(مواسم 1, 2, 3, 4, 5) رئيس الولايات المتحدة الأمريكية، صديق وزميل سابق لجاك باور يتم اغتيالة في بداية الموسم الخامس.
- كيم باور:(إليشا كثبيرت)(مواسم 1, 2, 3, 5, 8,7) ابنة جاك باور، وستلتحق بالوحدة في الموسم الثالث لتبقى قريبة من والدها.
- ميشيل ديسلر:(ريكو آيلزوورث)(مواسم 2, 3, 4, 5) زوجة توني ألميدا، لكنها تهجره عندما لا تحتمل العيش معة بسبب إدمانة للكحول لكنها تعود زوجتة في الموسم الرابع وهي تساعد جاك باور من داخل الوحدة. تموت في بداية الموسم الخامس.
- نينا مايرز:(ساره كلارك)(مواسم 1, 2, 3) عميلة سابقة في الوحدة، كان بينها وبين جاك علاقة حب قديمة لكنها خانت بلادها وساعدت خلايا إرهابية في المواسم الأول والثاني والثالث ثم يقتلها جاك باور في الثالث.
- وين بالمر:(د. ب. وودسايد)(مواسم 3, 5, 6)أخ ديفيد بالمر ومساعده ويتولى الرئاسة في الموسم السادس.
- كلوي أوبراين:(ماري لين راجسكوب)(مواسم 3, 4, 5, 6, 8,7)مبرمجة كمبيوتر تعمل في الوحدة، وهي صديقة جاك وتقف إلى جانبه وماً وتساعده في عملياته السرية.
- مايك نوفيك:(جود سيكوليلا)(مواسم 1, 2, 4, 5)كان يشغل منصب كبير موظفي البيت الأبيض.
- بيل بيوكانان:(جيمس مورسن)(مواسم، 5, 6, 7) أحد أصدقاء جاك وكان رئيس الوحدة في الموسم الخامس وزوج لمستشارة الأمن القومي كارين هانز يموت في الموسم السابع.
- شيري بالمر:(بيني جونسن جيرالد)(مواسم 1, 2, 3)زوجة ديفيد بالمر.
- كيرتيس مانينغ:(روجر كروس)(مواسم 4, 5, 6)يكون عميلاً في الوحدة وصديق جاك، ويقتله جاك في الموسم السادس.
- آرون بيرس:(جلين مورشوور)(مواسم 1, 2, 3, 4, 5, 6, 7)موظف وعميل FBI عمل في البيت الأبيض في الجزء الخامس.
- إدغار ستايلس:(لويس لومباردي)(مواسم 4, 5)موظف في الوحدة وصديق كلوي، يموت في هجوم إرهابي على الوحدة في الموسم الخامس.
- تشارلز لوغان:(جريجوري إتزين)(مواسم 4, 5, 6)رئيس الولايات المتحدة في الموسم الخامس.
- اليسون تايلور:(شيري جونز)(مواسم 7, 8)رئيسة الولايات المتحدة في الموسم السابع والثامن.
- رينيه والكر:(اني ويرشينج)(مواسم 7, 8)عميلة فدرالية كانت معاونة جاك في الموسم السابع وأصبحت عشيقته في الموسم الثامن.

## المواسم
المسلسل ثمن مواسم المسلسل بدأ عرضه من سنة 2001 وانتهى في سنة 2010 كما ان هنالك فيلم مدته ساعتان بين الموسم السابع والثامن فهو مقدمة للموسم الثامن

### الموسم الأول
بدأ عرض الموسم الأول على قناة فوكس في نوفمبر 2001 وتجري أحداثة عام 2004 أثناء فترة الانتخابات الرئاسية بـالولايات المتحدة الأمريكية وتبدأ أحداثة في الساعة 12 ليلا وتدور قصتة حول محاولة الإرهابيين اغتيال المرشح للرئاسة ديفيد بالمر ومحاولة جاك باور لمنع ذلك، ويكتشف أن نينا مايرز (ساره كلارك) تسرب أخبار الوكالة لجماعة إرهابية

### الموسم الثاني
بدأ عرض هذا الموسم بتاريخ 29/10/2002 على قناة فوكس وتجري أحداثة عام 2006 بعد 18 شهر من الموسم الأول ويبدأ في الساعة 8:00 وتدور أحداثة حول محاولة إرهابيين تفجير قنبلة نووية في الأراضي الأمريكية، ووجود فساد داخل الحكومة الأمريكية وإتهام ثلاثة دول من دول الشرق الأوسط بمحاولة تفجير القنبلة ويأتي العميل جاك باور لإيقاف القنبلة وتبرأت دول الشرق الأوسط من هذه التهمة.

### الموسم الثالث
بدأ عرض هذا الموسم بتاريخ 28/10/2003 على قناة فوكس تجري أحداث هذا الموسم عام 2008 بعد 3 سنوات من الموسم الثاني أثناء الانتخابات الرئاسية بالولايات المتحدة الأمريكية. ويبدأ الساعة 1:00 وتدور قصتة حول محاولة إرهابي إخراج أخية من السجن عبر سرقة فايروس خطير والتهديد بنشره إن لم يتم إطلاق سراح أخية. ويأتي العميل جاك باور كالعادة لوقف ذلك.

### الموسم الرابع
بدأ عرض هذا الموسم بتاريخ 9/6/2005 على شبكة فوكس. وتجري أحداثة بعد 18 شهر من الموسم الثالث. ويبدأ الساعة 7:00 وتدور قصتة حول قيام إرهابيين عرب بتفجير قطار واختطاف وزير الدفاع الأمريكي والسيطرة على عدة مفاعلات نووية وسرقة رأس نووي، كل هذا ومحاولة قتل الرئيس الأمريكي وأكثر. ويأتي العميل جاك باور حتى بعد طرده من وحدة مكافحة الأرهاب محاولاً إيقاف صاروخ نووي سيضرب الولايات المتحدة، ومن ثم يختفي بعد محاولة قتله أو تسليمه للصينين بتهمة قتل السفير الصيني.

### الموسم الخامس
بدأ عرض هذا الموسم بتاريخ 15/6/2006 على شبكة فوكس، وتجري أحداثة بعد 18 شهر من الموسم الرابع، ويبدأ الساعة 7:00 وتدور قصتة حول إتهام جاك باور باغتيال ديفيد بالمر وميشيل ديسلر ومحاولة إرهابيين السيطرة على مطار دولي واحتجاز رهائن، والتحكم بغاز للأعصاب بسبب خيانة من داخل البيت الأبيض ومحاولة جاك باور المستميتة لوقف كل ذلك ولكشف خيانة الرئيس الأمريكي. وتنتهي باختطاف الصينيين له واحتجازه وتعذيبه في الصين لمدة 20 شهراً بعد أن اقتحم قنصليتهم وتسبب في قتل قنصلهم في لوس انجلوس.

### الموسم السادس
تجري أحداثة بعد 20 شهر من الموسم الخامس، ويبدأ الساعة 6:00 صباحاً وتدور قصته حول قيام إرهابيين بتفجير قنبلة نووية في لوس أنجلوس، ومحاولة تفجير غيرها وكشف تورط والد جاك وشقيقه في ذلك وفي أحداث الموسم السابق ولكن جاك يوقف كل ذلك ويموت والده وشقيقه مقتولين.

### الموسم السابع
بدأ عرض هذا الموسم في 11 كانون الثاني، 2009على شبكة فوكس الأمريكية.وكانت الخطة أن يعرض في 13 كانون الثاني،2008, ولكن تأخر العرض بسبب إضراب الكتاب الأمريكيين.اليوم السابع من 24 يتضمن المزيد من الأحداث الغير متوقعة، كل حلقة سوف تغطي ساعة أخرى حقيقية من يوم مثير آخر للعميل جاك باور.اليوم السابع تجري أحداثه في واشنطن العاصمة، بعد أربع سنوات من الموسم السادس حيث تكون وحدة مكافحة الإرهاب CTU مفككة وجاك يمر بأزمة قضائية.أحداث اليوم تأخذ شكلاً غير متوقع عند ظهور زميل جاك
«توني آلميدا».وتكون رئيس الولايات المتحدة انثى لأول مرة في التاريخ «أليسون تايلور» وتقود البلاد إلى جانب كبير موظفي البيت الأبيض «إيثاين كانين» والمستشار «هنري تايلور» زوجها.وتدور في نفس الوقت أحداث تحقيق عملاء ال FBI بشأن الأزمة القومية التي شهدتها البلاد.

### الموسم الثامن
بدأ هذا الموسم في يناير من العام 2010
الموسم الثامن هو الموسم المكمل للموسم السابع وهو الموسم الأخير للمسلسل، وحدة مكافحة الإرهاب تعود من جديد بقيادة جديدة تماما، في هذا الموسم تقوم رئيسة الولايات المتحدة بعمل عملية سلام
مع دولة في الشرق الأوسط رئيسها (حسان) لكن الارهابيين يسعون لاغتيال الرئيس حسان وإفشال معاهدة السلام
وهنا يتدخل جاك باور في العثور على الرئيس حسان بعد اختطافه لكن يصل متأخراً
في هذا الموسم يعثر جاك على المسؤول عن كل الاحداث الارهابية ويكسر كل الخطوط الحمراء ويصبح مطارداً في كل الولايات
في اخر لقطة للمسلسل جاك يهرب بمساعدة كلوي حيث يودعها وسط بكاء حار

## الفيلم التمهيدي للموسم السابع
اسم الفيلم 24 redemption تم تقرير إصدار فيلم خاص بالمسلسل في نوفمبر 2008 ومدته 102 دقيقة. تجري أحداث الفيلم ما بين الموسم السادس والموسم السابع، ويتحدث عن ساعتين في اليوم الذي تتسلم فيه الرئيسة أليسون تايلور الحكم في الولايات المتحدة الأمريكية ويبين فترة من حياة جاك باور بعد اختفاءه في الموسم السادس وسفره هربا من حياته السابقة، وفي طي أحداث الفلم ان جاك وصل إلى بلد إفريقي (السنغال) وبقي عند صديقه بين لفترة، علما ان صديقه الأمريكي بين يعيش في السنغال وقد أنشأ مدرسة للأطفال السنغاليين وبدأ بتعليمهم وتعويضهم ما لم يحصلوا عليه وهي حياة إنسان عادية، وفي يوم من هذه الأيام وصل مندوب السفير الأمريكي في السنغال إلى المكان الذي يقطن فيه جاك باور حاملا له مذكرة إحضار من المحكمة. الفيلم يشبه كثيراً حلقات المسلسل مثل ظهور الساعة ووجود أكثر من مشهد في الشاشة.

## مسلسل محدود (24: عش يوم آخر)
في مايو، 2013، أكدت شبكة فوكس بأن 24 سيعود في صيف 2014 كمسلسل محدود يتكون من 12 حلقة، تحت عنوان «24: عش يوم آخر» (24: Live Another Day).

## 24اللعبة
تم أصدار لعبة بجهاز البلاي ستيشن 2 خاصة بمسلسل 24 بتاريخ 27/2/2006 وتجري أحداث اللعبة بعد 6 أشهر من أحداث الموسم الثاني وكانت تتكون من 24 مرحلة كعدد حلقات المواسم:

### الشخصيات

#### الشخصيات المتحكم بها
- كيم باور2

#### شخصيات في المسلسل واللعبة
- ديفيد بالمر.
- كلوي أوبراين.
- ريان كابل.
- كايت وارنر.
- أرون بيرس.
- جيم بريسكوت.
- نينا مايرز.
- ماكس.
- ماندي.

#### شخصيات في اللعبة
- سان والكر.
- بيتر مادسون.
- جوسيب سين-تشانغ.
- جيمس رادفورد.
- ديل تورو.
- روبرت دانيلس.
- كار.
- تاركيت.
- سيد ويلسون.
- أيدي سين.

## إحصاءات
و هذه إحصائية لمشاهدة أشهر مسلسلات هوليوود حول العالم. يأتي مسلسل 24 على رأس القائمة باعتباره أكثر المسلسلات مشاهدة عبر العالم:((التقييم لكل مسلسل من 10 حسب التقسيم الجغرافي))
| قائمة المسلسلات      | أمريكا | أمريكا الجنوبية | كندا | أوروبا | الشرق الأوسط | الشرق الادنى | روسيا | باقي نواحي آسيا | أستراليا |
| -------------------- | ------ | --------------- | ---- | ------ | ------------ | ------------ | ----- | --------------- | -------- |
| 24                   | 8.5    | 6.5             | 9    | 7.5    | 9.5          | 9            | 8,5   | 7               | 5.5      |
| days of our lives    | 7      | 5               | 5.5  | 2      | 1            | 4            | 6     | 3               | 8        |
| greys anatomty       | 7.5    | 7               | 6    | 4      | 3            | 3            | 3     | 3               | 2.5      |
| lost                 | 7.5    | 5               | 5    | 2      | 6.5          | 3            | 2     | 7               | 8.5      |
| desperate housewives | 8      | 7.5             | 7.5  | 6.5    | 8            | 4            | 1     | 6.5             | 7        |
| friends              | 7.5    | 2               | 2.5  | 5      | 5            | 1            | 1     | 1               | 2.5      |
| heroes               | 3.5    | 2               | 3    | 4      | 4.5          | 3            | 3     | 3               | 1        |
| prison break         | 5.5    | 4               | 6    | 2      | 7.5          | 4            | 3     | 1               | 2        |
| alias                | 7      | 5               | 4.5  | 4.5    | 4.5          | 3            | 3     | 3               | 2.5      |
| charmed              | 3      | 4               | 1    | 1      | 1            | 1            | 1     | 1               | 1        |
| buffy                | 5.5    | 3               | 1    | 1      | 1            | 1.5          | 0.5   | 0.5             | 0.5      |
| angel                | 6      | 3               | 1    | 0.5    | 4            | 0.5          | 0.5   | 0.5             | 0.5      |
| jericho              | 2      | 3               | 0.5  | 0.5    | 3.5          | 0.5          | 1     | 1               | 0.5      |

## وصلات خارجية
- 24 على موقع IMDb (الإنجليزية)
- 24 على موقع ميتاكريتيك (الإنجليزية)
- 24 على موقع الموسوعة البريطانية (الإنجليزية)
- 24 على موقع روتن توميتوز (الإنجليزية)
- 24 على موقع نتفليكس (الإنجليزية)
- 24 على موقع أول موفي (الإنجليزية)
- 24 على موقع فيلمافينيتي (الإسبانية)
- 24 على موقع كينوبويسك (الروسية)
- 24 على موقع ألو سيني (الفرنسية)
- 24 على موقع قاعدة بيانات الفيلم (الإنجليزية)
- موقع 24 الرسمي على فوكس إنجليزي
- منتدى 24 إنجليزي